# Supella longipalpa
La cucaracha marrón con bandas (Supella longipalpa) es una especie de cucarachas pequeñas, que mide alrededor de 10 a 14 mm de largo. Es una especie del género Supella. Es tostado a marrón claro y tiene dos bandas de color claro a través de las alas y el abdomen, pueden a veces parecer estar rotas o irregulares, pero son bastante notables. Las bandas pueden ser bastante más oscuras por las alas. El macho tiene alas que cubren todo el abdomen, mientras que la hembra tiene alas que no cubren apenas su abdomen. El macho se nota más esbelto que la hembra.

## Distribución
La cucaracha de banda marrón tiene una distribución bastante amplia, siendo encontrada en el noreste, sureste, y regiones del medio oeste de Estados Unidos muy comúnmente. Son una de las «cucarachas alienígenas» más reciente en formar grandes colonias en Bretaña e Irlanda. Ellas son capaces de sobrevivir en un entorno menos húmedo que las Cucarachas Alemanas así que ellas tienden as distribuirse, en general, mejor en las casas, por lo que habitan en salones y cuartos de la casa. De vez en cuando se puede encontrar en apartamentos y casas, pero son menos comunes en los restaurantes. Casi nunca se las ve de día, ya que no soportan la luz del sol.
En un experimento por Tsai y Chi fue calculado la probabilidad de que tenga estas cucarachas en sus muebles y hogares, parece que los aptos son de una temperatura media de 25 a 33 °C.

## Dieta
La cucaracha marrón con bandas come una gran cantidad de cosas. Las cucarachas son usualmente carroñeras, y por lo tanto se pueden comer una amplia variedad de artículos, a menudo casi cualquier cosa orgánica, incluyendo la materia en descomposición. Esto ha resultado un problema en hospitales ya que se alimentan de fluidos corporales, lo que podría aumentar las infecciones.
En un experimento realizado por Cohen y sus colegas encontraron que la larva de la cucaracha marrón con bandas cuando se les da una opción entre elegir caseína o glucosa en una proporción de 15.5:84.5. Las larvas que sólo comían caseína murieron temprano en el experimento, algunas larvas que sólo comían glucosa sobrevivieron más allá de la etapa larval, pero no llegaron a la edad adulta. Una disminución en el consumo de hidratos de carbono fue visto en el momento de la primera y segunda mudas.